# Trigonostemon nigrifolius
Trigonostemon nigrifolius är en törelväxtart som beskrevs av Nambiyath Puthansurayil Balakrishnan och Tapas Chakrabarty. Trigonostemon nigrifolius ingår i släktet Trigonostemon och familjen törelväxter.
Artens utbredningsområde är Burma. Inga underarter finns listade i Catalogue of Life.